# Memoriał Eugeniusza Nazimka 2005
Memoriał im. Eugeniusza Nazimka 2005 - 22. edycja turnieju w celu uczczenia pamięci polskiego żużlowca Eugeniusza Nazimka, który odbył się dnia 3 września 2005 roku. Turniej wygrał Grzegorz Walasek.

## Wyniki
- Stadion Stali Rzeszów, 3 września 2005
- NCD: Tomasz Gollob - 67,40 w wyścigu 15
- Sędzia: Zdzisław Fyda

| Msc. | Zawodnik                | Klub        | Pkt   |               |  |
| ---- | ----------------------- | ----------- | ----- | ------------- |  |
| 1    | (4) Grzegorz Walasek    | Częstochowa | 13+3  | (1,3,3,3,3)   |  |
| 2    | (8) Janusz Kołodziej    | Tarnów      | 13+wu | (2,2,3,3,3)   |  |
| 3    | (5) Tomasz Gollob       | Tarnów      | 12    | (3,3,3,2,1)   |  |
| 4    | (11) Leigh Adams        | Australia   | 11    | (1,3,3,2,2)   |  |
| 5    | (6) Krzysztof Kasprzak  | Leszno      | 10    | (1,2,2,2,3)   |  |
| 6    | (10) Karol Baran        | Rzeszów     | 10    | (2,1,2,3,2)   |  |
| 7    | (14) Jarosław Hampel    | Wrocław     | 7     | (1,3,1,2)     |  |
| 8    | (1) Maciej Kuciapa      | Rzeszów     | 7     | (3,1,0,3)     |  |
| 9    | (2) Dawid Stachyra      | Rzeszów     | 6     | (2,0,1,0,3)   |  |
| 10   | (9) Marcin Rempała      | Tarnów      | 6     | (3,0,0,1,2)   |  |
| 11   | (13) Dariusz Śledź      | Rzeszów     | 6     | (3,2,dst,1,d) |  |
| 12   | (16) Paweł Miesiąc      | Rzeszów     | 6     | (2,1,1,1,1)   |  |
| 13   | (3) Niklas Klingberg    | Szwecja     | 5     | (d,2,2,0,1)   |  |
| 14   | (12) Daniel Jeleniewski | Lublin      | 3     | (0,0,0,1,2)   |  |
| 15   | (15) Tomasz Rempała     | Rzeszów     | 3     | (0,d,2,0,1)   |  |
| 16   | (7) Jacek Rempała       | Leszno      | 2     | (0,1,1,0,0)   |  |
|      | rez. Marcin Leś         | Rzeszów     |       | (0,0)         |  |

Bieg po biegu
1. [68,78] Kuciapa, Stachyra, Walasek, Klingberg
2. [68,00] T.Gollob, Kołodziej, Kasprzak, J.Rempała
3. [67,47] M.Rempała, Baran, Adams, Jeleniewski
4. [67,62] Śledź, Miesiąc, Hampel, T.Rempała
5. [67,41] T.Gollob, Śledź, Kuciapa, M.Rempała
6. [68,37] Hampel, Kasprzak, Baran, Stachyra
7. [67,50] Adams, Klingberg, J.Rempała, T.Rempała
8. [67,44] Walasek, Kołodziej, Miesiąc, Jeleniewski
9. [67,41] Adams, Kasprzak, Miesiąc, Kuciapa
10. [69,25] T.Gollob, T.Rempała, Stachyra, Jeleniewski
11. [68,44] Kołodziej, Klingberg, Hampel, M.Rempała
12. [68,16] Walasek, Baran, J.Rempała, Śledź
13. [68,81] Kuciapa, Hampel, Jeleniewski, J.Rempała
14. [67,59] Kołodziej, Adams, Śledź, Stachyra
15. [67,40] Baran, T.Gollob, Miesiąc, Klinberg
16. [68,64] Walasek, Kasprzak, M.Rempała, T.Rempała
17. [69,03] Kołodziej, Baran, T.Rempała, Leś Leś za Kuciapę
18. [69,28] Stachyra, M.Rempała, Jeleniewski, Miesiąc
19. [68,88] Kasprzak, Jeleniewski, Klingberg, Poważny
20. [68,91] Walasek, Adams, T.Gollob, Leś Leś za Hampela
21. Wyścig dodatkowy: Walasek, Kołodziej